# Croton salviformis
Croton salviformis är en törelväxtart som beskrevs av Henri Ernest Baillon. Croton salviformis ingår i släktet Croton och familjen törelväxter. Inga underarter finns listade i Catalogue of Life.